# Torta de gazpacho

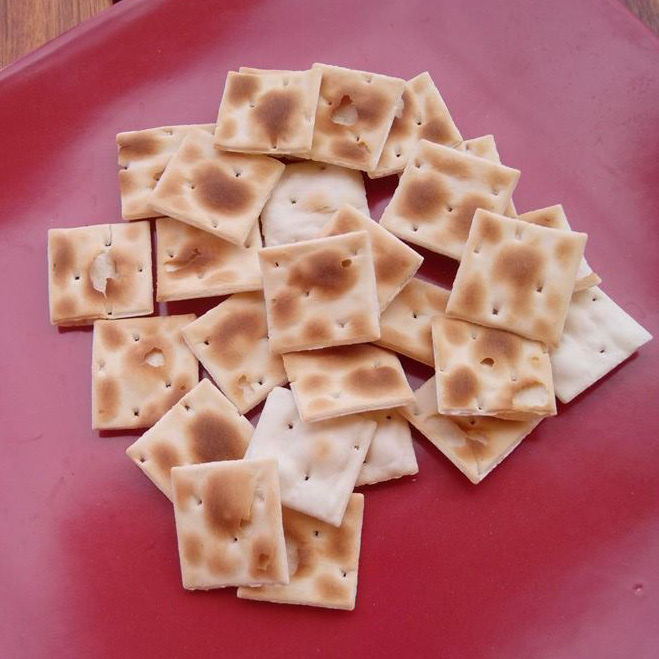
Tortas cenceñas.

La torta de gazpachos o torta cenceña es un pan redondo, plano, muy fino, crujiente y ligeramente tostado, típico de La Mancha, Andalucía Oriental, la Región de Murcia y la provincia de Alicante, en el sureste de España. Contiene harina panificable suave (~W130) o floja, agua y sal. Es un pan ácimo, es decir, no incluye levadura ni masa madre y por lo tanto no fermenta. Se elabora principalmente para acompañar al gazpacho manchego, de ahí su nombre. Con la mano, se parte el pan en trozos y se echa al guiso.
Dependiendo de la región, estas tortas varían en su método de preparación y pueden recibir otros nombres, como «sollapas», «torta galianas» o «torta cenceña». Dependiendo del lugar, es costumbre tostarlas más o menos, alterando el sabor y la textura.

## Origen
Esta torta tiene un origen milenario, y es una de las formas más sencillas y primigenias de preparar pan. Una masa directa, sin fermentación alguna, solo se mezclan los ingredientes, se le da forma plana y se cuece sobre las cenizas, aún calientes, de una brasa u hoguera. Al igual que las migas, el gazpacho manchego es un plato de pastoreo. La torta de gazpacho se extendió por diversas zonas colindantes mediante las vías trashumantes (de pastores). Según Ibán Yarza, «desde el Albarracín hasta Alicante es fácil encontrar estos discos destinados a ese plato mágico donde el pan y la pasta se encuentran, un dinosaurio gastronómico que vive entre nosotros (y que en el siglo XXI es delicioso como pan de picoteo)»

## Elaboración y uso

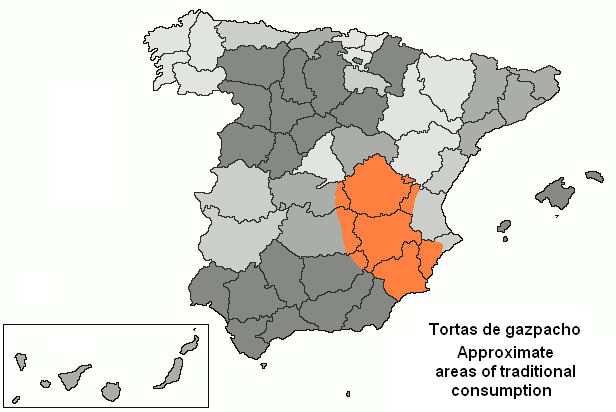
Zona aproximada del consumo tradicional de las tortas de gazpacho

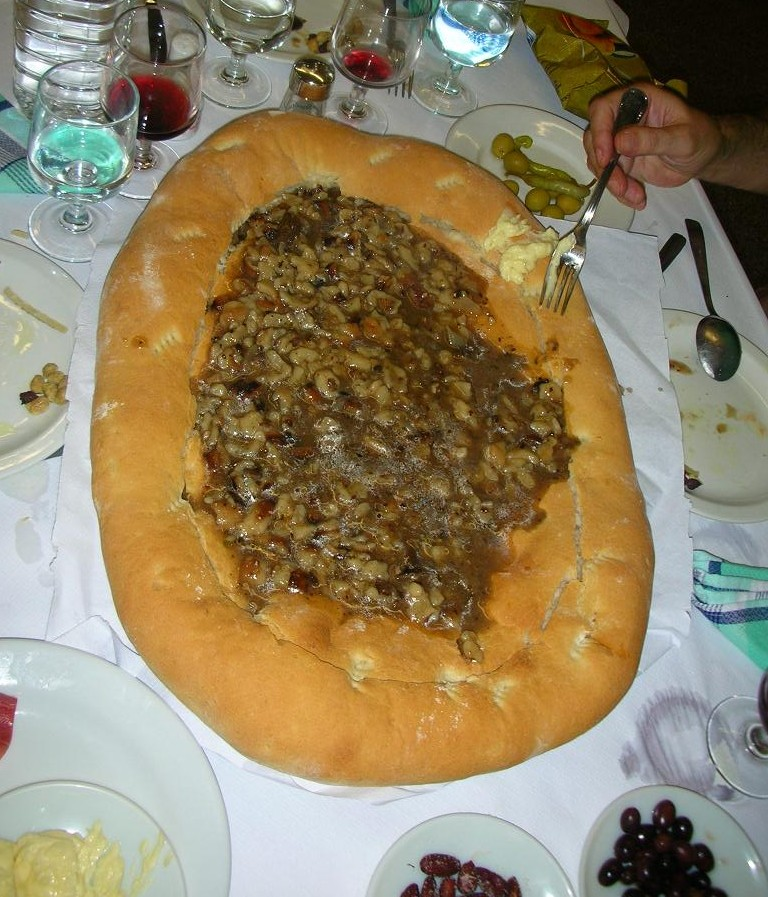
Gazpacho de Castalla antes de poner los trozos de carne.

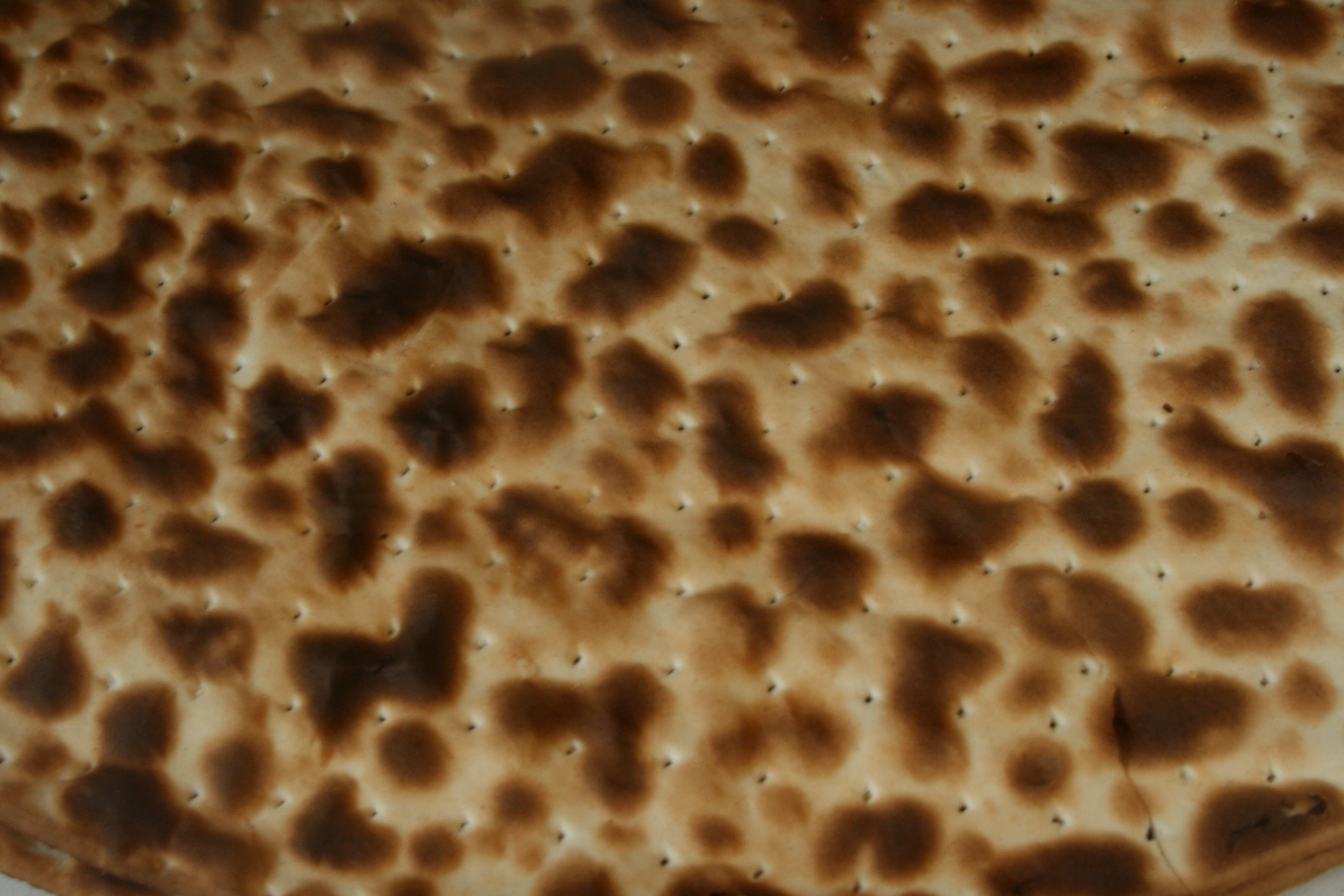
Coca de gazpacho elaborada en La Roda.

El gazpacho manchego se prepara con coca de gazpacho cortada a trozos, mezclada con un guisado de perdiz, paloma, liebre o conejo, y es un plato muy extendido por la zona de La Mancha. El origen de este plato se encuentra en los platos calientes y fuertes que comían los pastores y campesinos mientras trabajaban en el campo, con animales que podían cazar, o cuando volvían cansados a casa durante las noches de invierno.
En algunas zonas fronterizas, ya en la Comunidad Valenciana y la Región de Murcia, se elaboran variantes comoː El gazpacho jumillano (Jumilla y Elche) al que se le añaden caracoles al guisado o el gazpacho con chaleco (Yecla), que son sardinas envueltas en tortas de gazpacho. Esta forma de comer los gazpachos recuerda a los regañaos de la zona de Ademús y de Albarracín, en el extremo sur de Aragón, que parecen unas bases para pizza.
El gazpacho de Requena consiste en un guisado a base de perdiz que baña trocitos de coca de gazpacho como si fueran pasta italiana. En Ayora (Valle de Ayora) se elabora con conejo y se conoce como gazpacho de monte. En Castalla, Onil e Ibi (Hoya de Castalla) se añaden setas a la mezcla.
El gazpacho de mero es una versión con pescado donde los trozos de coca se hierven un tiempo con el fumet. También se le pueden añadir gambas, y es muy popular en las zonas del Campo de Alicante y el Bajo Vinalopó.
Los emigrantes de las zonas del sureste de la península ibérica llevaron los gazpachos hasta Orán (Argelia), donde se extendió el consumo de un guisado conocido localmente con el nombre de gazpacho oranais. Este plato es muy parecido a la Shajshuja, otro plato argelino a base de tortas cortadas en trocitos.

## Versiones vegetarianasː Gazpachos viudos
Hay distintas formas de preparar los platos con tortas de gazpacho sin carne. Antiguamente, cuando faltaba carne, se preparaban gazpachos con un guisado hecho con las verduras del tiempo (calabacín, pimiento, berenjena, etc.), sobre todo en algunas comarcas de la Región de Murcia. En La Mancha, región más árida, se preparaba principalmente con collejas y un sofrito de cebolla y tomate.
En aquellos tiempos, estas preparaciones eran consideradas como un alimento inferior, solo apto para los tiempos difíciles. Por eso, a los gazpachos sin carne se los conoce con el nombre de gazpachos viudos. Actualmente en vez de collejas se pueden añadir acelgas.